# Heaven or Vegas
Pour plus de détails, voir Fiche technique et Distribution.
Heaven or Vegas (Heaven or Vegas) est un film américain réalisé par Gregory C. Haynes, sorti en 1999.

## Synopsis
Rachel interprétée par Yasmine Bleeth, une call-girl à temps partiel, rêvassant de tomber sur l'homme parfait qu'il la fera changer de vie et quitter les nuits cruelles de Vegas. Elle fera la rencontre de Navy, un gigolo qui souhaite changer de vie, ils finissent par prendre la route du Montana. En cours de route ils s'arrêtent dans la ville d'enfance de Rachel, Rachel confrontée à son passé elle réalise que pour avancer elle doit définitivement résoudre certaines questions.

## Fiche technique
- Réalisation : Gregory C. Haynes
- Scénario : Gregory C. Haynes
- Pays d'origine :  États-Unis
- Langue originale : anglais
- Genre : drame
- Durée : 156 minutes
- Dates de sortie : 
  - États-Unis : 2 février 1999

## Distribution
- Richard Grieco : Navy
- Yasmine Bleeth : Rachel
- Andy Romano : Mr. Hodges
- Monica Potter : Lili
- Sarah Schaub : Paige
- Geoffrey Blake : Billy
- Suzanne Barnes : Joanne
- Christian Martin : G
- James Ecklund : Cole